# شاراد کلکار
شاراد کلکار (به انگلیسی: Sharad Kelkar) (زاده ۷ اکتبر ۱۹۷۶) بازیگر هندی است.
از فیلم‌هایی که وی در آن نقش داشته است می‌توان به بومی، رام و لیلا، راکی خوش‌تیپ، خانه شلوغ ۴، سردار جبار سینگ، بمب لاکسمی، قهرمان، اراده، اسم رمز: تیرانگا، پادشاهان، فرار دزدها، چاتراپاتی، سریکانت و بیگانه اشاره کرد.